# Usine de dynamite de Krümmel

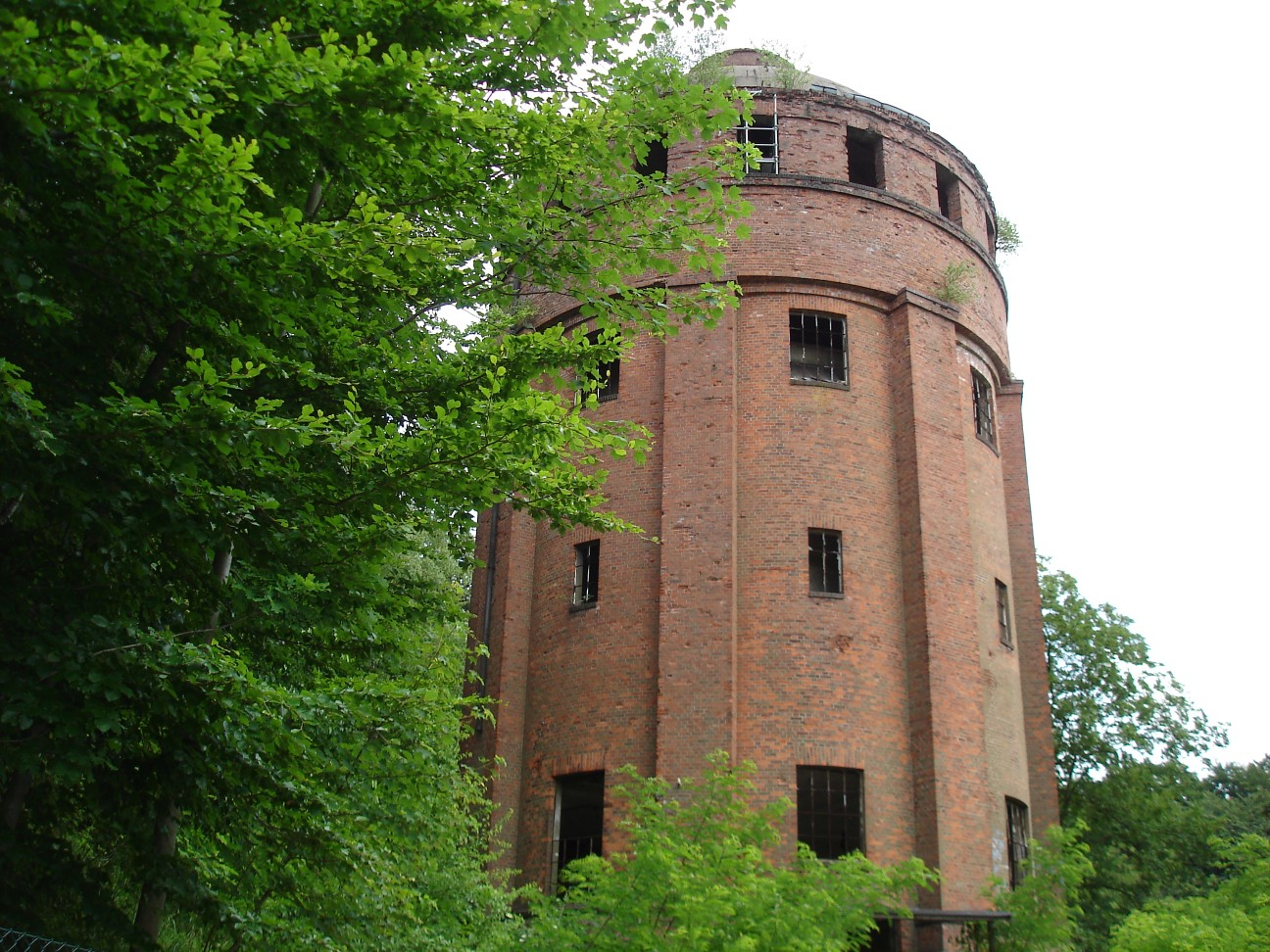
Le château d'eau de l'usine de dynamite tel qu'il est aujourd'hui

L'usine de dynamite Krümmel a été la première usine d'explosifs d'Alfred Nobel en dehors de la Suède et a été construite en 1865 à l'est de Geesthacht à Krümmel en Allemagne. Jusqu'à l'occupation par les Alliés en 1945, des explosifs à usage civil et militaire y étaient produits. L'usine, avec l'usine de poudre de Düneberg à l'ouest de Geesthacht, a longtemps été considérée comme la chambre à poudre en Allemagne. Après la fin de la Seconde Guerre mondiale, l'usine a été fermée et démantelée à des fins de réparation. Le centre de recherche Helmholtz Geesthacht (HZG) et, depuis 1983, la centrale nucléaire de Krümmel sont installés dans des parties de l'ancien site de l'usine.

## Fondateur

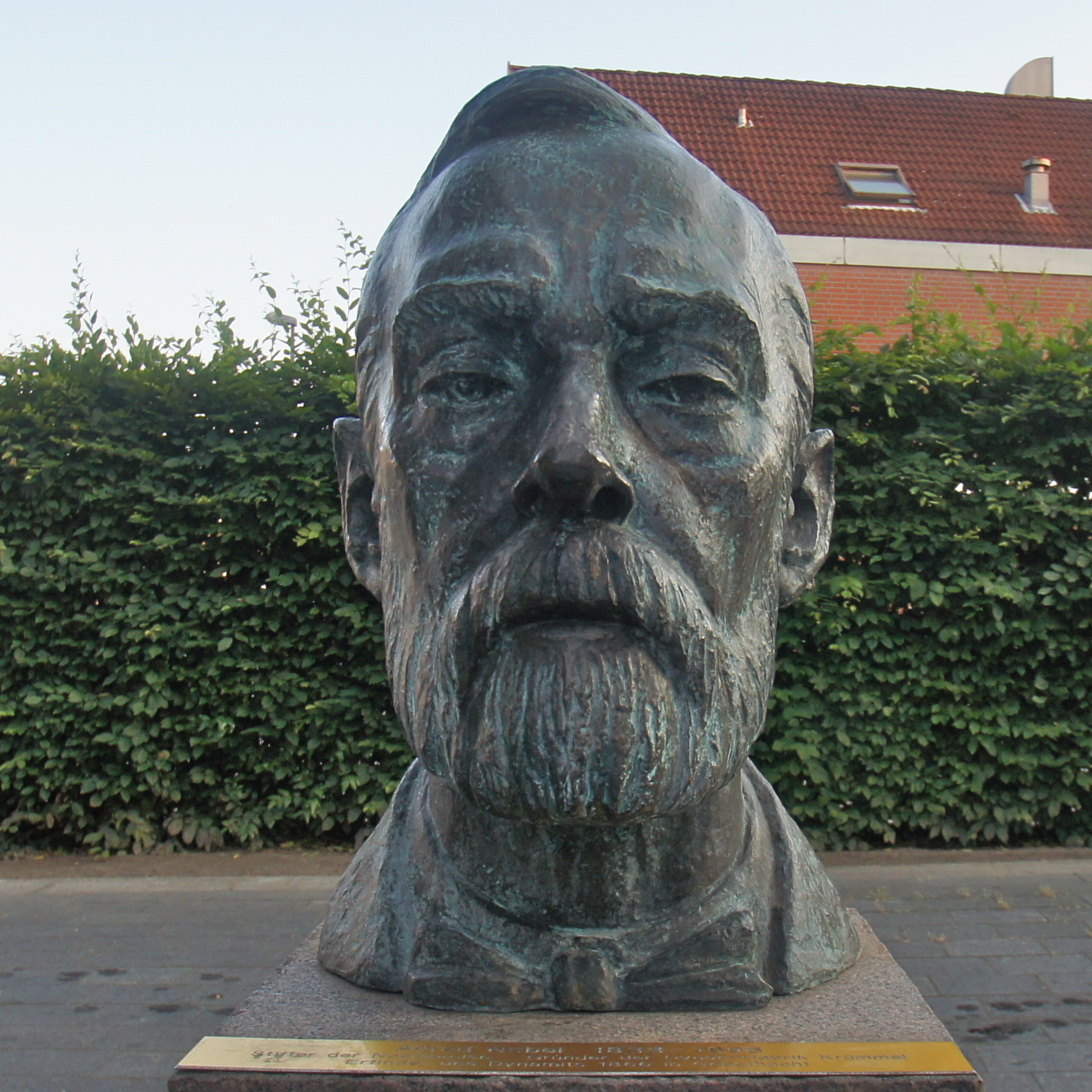
Alfred Nobel

Après  qu'Alfred Nobel ait fondé le 20 juin 1865 la société "Alfred Nobel & Co." à Hambourg, il cherchait un endroit approprié pour installer une usine d'explosifs pour produire de la nitroglycérine . Le 10 octobre 1865, Nobel a finalement acquis environ 42 hectares de terrain près du village de Geesthacht, qui a été nommé "Der Krümmel" . En raison du relief vallonné, de la faible population et de la proximité de l'Elbe, il lui paraissait particulièrement adapté.
Après la mise en place des installations de production, la production de nitroglycérine a commencé le 1er avril 1866 avec un effectif de 50 personnes. Un mois plus tard, les installations ont été partiellement détruites par l'auto-inflammation des explosifs sensibles et, en août 1866, elles ont été reconstruites. En conséquence, Nobel a commencé à expérimenter la nitroglycérine et divers additifs sur un radeau dans l'Elbe en octobre 1866. Ce faisant, il met au point de la dynamite, constituée de nitroglycérine, de diatomite et de carbonate de sodium, qui est ensuite produite à Krümmel à partir du début de 1867. L'expansion constante des installations de production a fait passer la production annuelle de 11 tonnes en 1867 à 3 120 tonnes en 1874.

## Développement jusqu'à la Première Guerre mondiale
En tant que deuxième usine allemande, une usine à Schlebusch - Manfort (aujourd'hui Leverkusen ) a été ajoutée. En 1875, lors de ses recherches à Krümmel, Nobel découvrit la gélatine de sablage, constituée de nitroglycérine et de nitrocellulose imbibées de collodion . Cette dynamite dite de gélatine dépassait l'effet explosif de la poudre de dynamite précédente et était également étanche. La gélatine de grenaillage a également été produite à divers degrés de résistance dans l'usine de Krümmel et a remplacé la poudre noire auparavant prédominante. En 1877, l'entrepreneur pragois August Schramfit construire une usine d'engrais artificiels à côté de l'usine de dynamite. Comme dans son usine de Lissek près de Prague, il se procurait des déchets de dynamite comme matières premières : l'acide nitrite sulfurique était transporté via un tuyau de l'usine de dynamite à l'usine d'engrais au moyen d'air comprimé, et il traitait également le sulfate de sodium de l'usine de dynamite. La société A. Schram a vendu l'usine d'engrais artificiels Krümmel en novembre 1880 à Dynamit Nobel AG, qui a commencé à étendre ses systèmes de concentration d'acide sulfurique sur le site.
L'ancienne entreprise Alfred Nobel & Co. a été converti en société anonyme en 1876. Dans la nouvelle entreprise hambourgeoise Dynamit-Actien-Gesellschaft, anciennement Alfred Nobel & Co., ou Dynamit AG (DAG) en abrégé, Nobel était l'actionnaire majoritaire jusqu'en 1879 en tant que président du conseil d'administration, puis jusqu'à sa mort en 1896 en tant que président du conseil de surveillance .
En 1888, la production de la balistite, une «poudre à canon sans fumée» que Nobel avait développée à base de gélatine explosive, commença à Krümmel. En 1910, l'usine de dynamite de Krümmel était devenue la plus grande installation de production d'explosifs en Europe. En plus de la dynamite et de la ballistite, environ 600 travailleurs y ont également produit du nitrate d'ammonium, de l'acide nitrique et de l'acide sulfurique .

## La première Guerre mondiale
La Première Guerre mondiale a conduit à une expansion rapide des installations de production et à une augmentation de la production associée. En particulier dans le cadre du programme Hindenburg, le programme d'armement du Commandement suprême de l'armée à partir de 1916, 130 autres ha ont été achetés par le site de l'usine de dynamite pour construire une nouvelle usine de nitrocellulose. La même année, l'achèvement de la relocalisation d'un plateau de connexion requis par la gestion de l'usine a eu lieu de Geesthacht à Krümmel, que la direction de l'usine réclamait depuis longtemps et qui reliait par chemin de fer l'usine à l'usine de poudre de Düneberg et au réseau ferroviaire de Bergedorf. -Geesthacht chemin de fer. Le nombre d'ouvriers et d'employés de l'usine de dynamite de Krümmel est passé à plus de 2 750 à la fin de la guerre.

## Développement jusqu'à la Seconde Guerre mondiale
À la fin de la Première Guerre mondiale, les installations de l'usine sont partiellement démantelées à partir de 1919, au cours de laquelle la nouvelle usine de nitrocellulose, l'usine de soufre et d'acide nitrique sont également démantelées. Cependant, dès 1920, des explosifs de sécurité à usage civil étaient de nouveau produits dans les usines. En décembre 1921, la conversion de l'usine de nitrocellulose en usine de fibres synthétiques Vistra a commencé, mais la production s'est arrêtée à nouveau en 1923. Les installations de production de trioxyde de soufre, nécessaire à la production d'acide sulfurique, sont également mises en service en 1921.
Jusqu'à l'arrivée au pouvoir des nationaux-socialistes en 1933, le nombre d'employés est passé de 500 (1928) à moins de 250 (1932) en raison de la crise économique mondiale. En 1933, seules la production de dynamite, la production d'acide sulfurique et une station de remplissage d' ammoniac liquide fonctionnaient.

## La seconde Guerre mondiale

### Production de guerre
L'usine de dynamite de Krümmel a été reconvertie en usine d'armement en 1934. Cela s'est accompagné des extensions les plus importantes de l'histoire de l'usine. Pendant la guerre, la production a été considérée comme motif de guerre, dans laquelle plus de 9 000 travailleurs et employés ainsi que des travailleurs volontaires étrangers et forcés ont produit des munitions et des explosifs. Environ 300 bâtiments ont été construits en 1939 et 450 autres bâtiments pour la production militaire en 1945. Les étrangers n'étaient pas autorisés à accéder aux locaux de l'usine. Il relevait du «secret d'État au sens du § 88 Reichsgesetzbuch ". «En 1945, l'usine Krümmel se composait de 750 bâtiments. Plus grande longueur d'est en ouest 2,5 kilomètres, du nord au sud deux kilomètres. La clôture autour de l'usine mesurait 7,5 kilomètres de long " .
La nitrocellulose, la matière première en poudre, la dynamite, le trinitrotoluène, l' hexogène, la nitropenta et l'acide sulfurique sont produites comme matière première pour les munitions . Des grenades fumigènes, à litière et de mortier ainsi que des bombes aériennes ont été produites. L'usine avait ses propres stations-service, des entreprises de pressage d'explosifs et des entreprises de plastique.
En 1944, il y avait une liaison ferroviaire directe entre la gare centrale de Hambourg et Krümmel. La durée du trajet était d'une heure et le train circulait plusieurs fois par jour.

### Camp pour les travailleurs
Pendant la Seconde Guerre mondiale, 11 270 travailleurs des usines de Düneberg et Krümmel ont été hébergés dans des camps à proximité des installations de production. Les camps s'appelaient Spakenberg (pour 1 500 travailleurs allemands), Börnsen (dans les maisons), Grenzstrasse (dans les casernes), Heidberg (dans les maisons), Sandstrasse (dans les casernes), Grünhof (dans les casernes), Reichsstrasse (2500 prisonniers de guerre soviétiques en caserne). Après la guerre, les réfugiés ont été envoyés dans des camps vides. Dans les années 50, les camps ont été nettoyés et démolis.
Parmi les travailleurs étrangers figuraient 3 800 «travailleurs de l'Est», 3 520 Français, 1 375 Italiens, 1 055 Néerlandais, 320 Polonais et 177 Belges . «Si vous prenez comme base la population de 8 500 habitants de 1940 et comparez cela au nombre de 12 902 travailleurs étrangers et prisonniers de guerre, vous pouvez voir que près des 2/3 de tous les résidents de Geesthacht n'étaient pas allemands» .

### Bombardement, arrêt de la production et occupation
Le 7 avril 1945, il y eut un raid aérien lourd à la fois sur l'usine de poudre de Düneberg et sur l'usine de dynamite de Krümmel de 13h 02 à 13h 25. Environ 1000 bombes ont été larguées sur les locaux de l'usine de Krümmler. Il y a eu 82 morts dans l'usine et 26 dans la ville de Krümmel. Les raids aériens du 7 avril 1945 a conduit à l'arrêt de la production à Krümmel et Düneberg. Dans le courant d'avril 1945, les transports, les réparations d'urgence et la production d'urgence ont été entravés par les attaques d'avions à basse altitude, les tirs d'obus et les bombardements. À partir de 18 avril jusqu'au 23 avril 1945, 4 000 à 10 000 grenades à main sont produites par jour à l'usine de Krümmel. En avril 1945, le travail s'est finalement arrêté. Krummel a été pris par les troupes anglaises le 30 avril 1945 a 2h00 et l'usine a définitvement été confisquée le 30 novembre 1945.

## La fin: démantelement
Le 20 août 1946, le démantèlement complet de l'usine a commencé. Les réparations ont été distribuées à 13 pays. Après le démontage le 30 septembre 1949, l'usine a été détruite à l'explosif le 11 septembre 1950 après que la destruction d'un total de 539 bâtiments ait été achevée. À partir du 15 mai 1951 jusqu'au 30 septembre 1952, le site a été débarrassé des explosifs et des produits chimiques par le service de déminage des munitions de l'état de Schleswig-Holstein. De 1949 à 1965, les locaux de l'usine ont été vendus à la paroisse de Grünhof-Tesperhude pour construire une église, puis vendu pour faire une centrale nucléaire.
Dynamit Nobel AG, fondée en 1949, n'est pas le successeur légal de Dynamit-Actien-Gesellschaft vorm. Alfred Nobel & Co (DAG).

## Vestiges de l'usine de dynamite aujourd'hui

### Terrain
Malgré les nombreux travaux de démantèlement et de dynamitage, certains bâtiments de l'usine de dynamite de Krümmel ont pu être préservés. D'autres installations de production ont explosé mais n'ont pas été nettoyées. La plupart de ces vestiges se trouvent maintenant dans une zone forestière clôturée, bordée par la route fédérale 5 actuelle au nord et la centrale nucléaire de Krümmel et le centre de recherche GKSS au sud.

### Bâtiments préservés

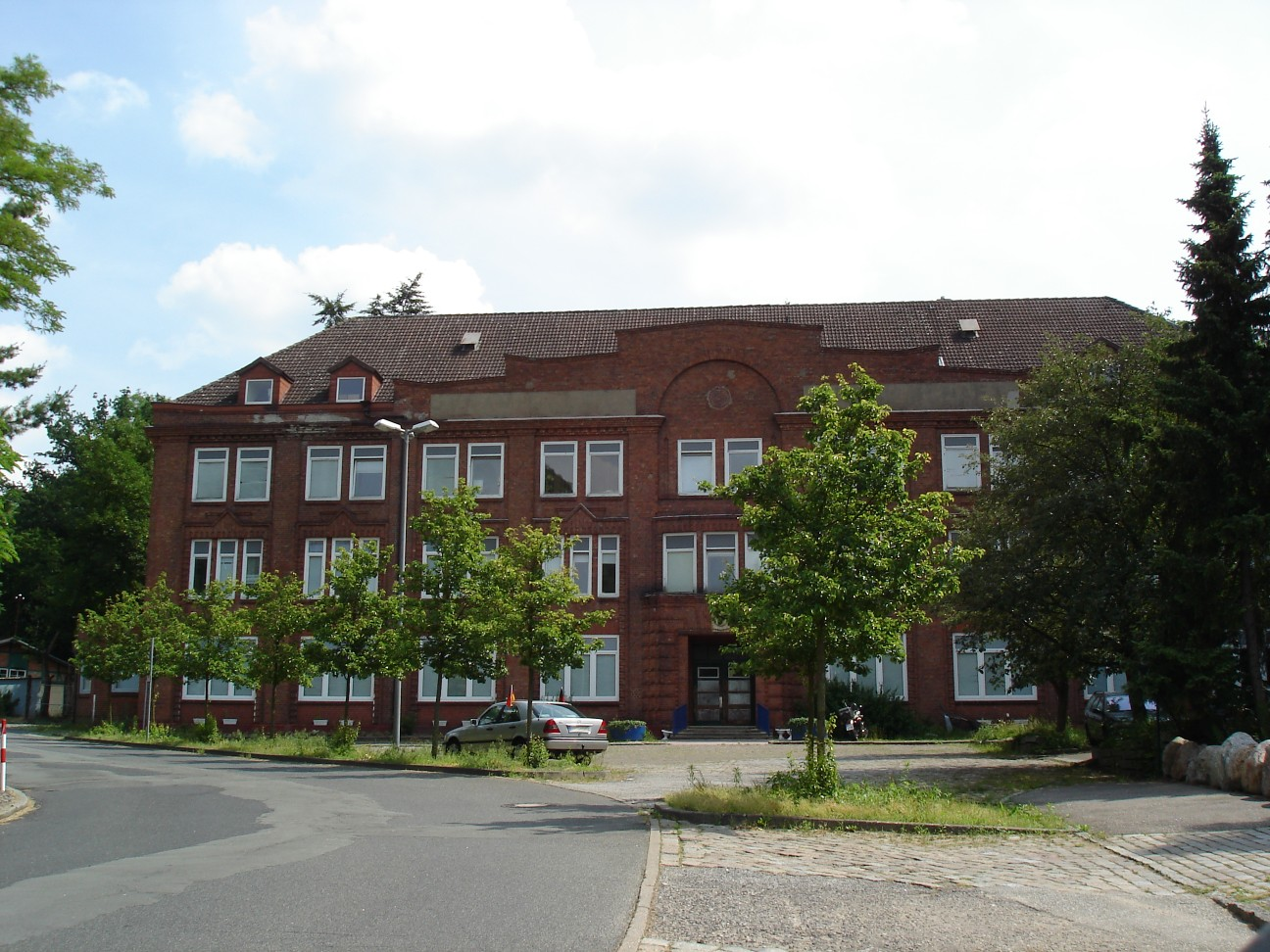
Ancien bâtiment administratif de l'usine de dynamite

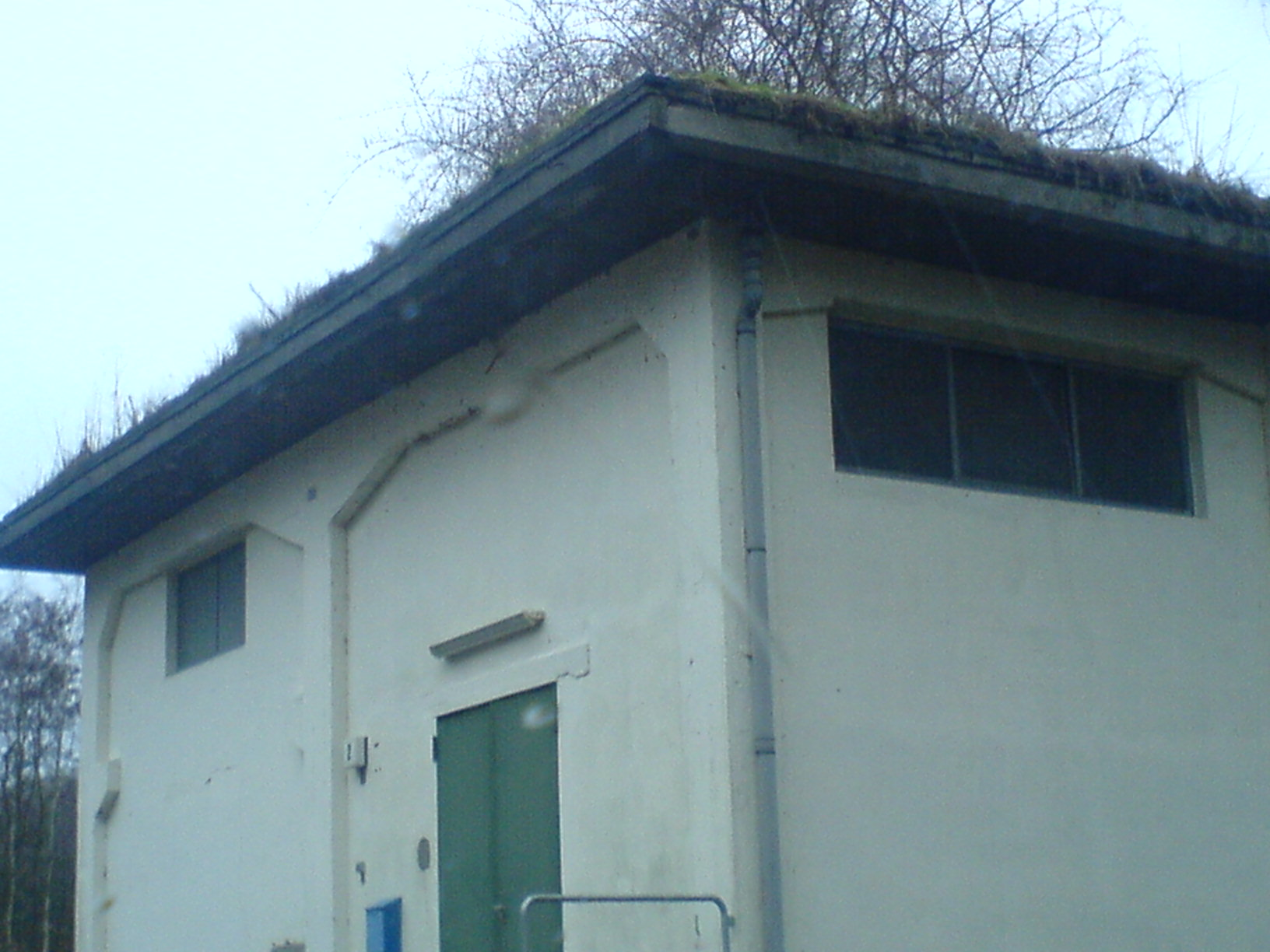
Entrepôt de l'usine de dynamite sur le site GKSS aujourd'hui

| Bâtiment administratif de l'usine de dynamite |
| Le bâtiment administratif a été construit en 1922 et est situé à Krümmel sur la Nobelplatz. Le bâtiment a été transformé en immeuble résidentiel au début des années 50. Ici, le nom de l'entreprise «Dynamit-Actien-Gesellschaft» apparaît toujours sur le pignon de la façade à travers la peinture au-dessus.                                 |
| Château d'eau de l'usine de nitrocellulose |
| Le château d'eau a été construit dans le cadre du programme Hindenburg en 1916/1917 et a servi de réservoir d'eau pour l'usine de nitrocellulose. Le Förderkreis Industriemuseum Geesthacht e. V. s'emploie actuellement à faire en sorte que le bâtiment, tombé en mauvais état depuis la fin de l'usine de dynamite, soit transformé en musée. |
| Caserne de pompiers de Busch |
| La caserne de pompiers de Busch de l'ancienne usine de pompiers a été construite en 1940 et transformée en école primaire Waldschule Grünhof en 1953. |

## Sources
- Dynamit-Actien-Gesellschaft anciennement Alfred Nobel & Co., Hambourg. Dans: Alexander Engel (Red. ): Feuilles historico-biographiques. L'État de Hambourg. Volume 7, livraison 4. Eckstein's Biographischer Verlag, Berlin ao 1905/6.
- Arne Andersen (éd. ), Histoire environnementale. L'exemple de Hambourg. Results-Verlag, Hambourg 1990,  (ISBN 3-925622-72-1) .
- (de) Karl Gruber, Der Krümmel. Die erste Dynamit-Fabrik Alfred Nobels [« Première usine de dynamite d'Alfred Nobel »], Geesthacht, Flügge-Printmedien, 1999, 2e éd. (ISBN 3-923952-10-4). (chronologie, plan de construction, photographies historiques).
- Karl Gruber: Alfred Nobel. L'usine de dynamite Krümmel - la pierre angulaire de l'œuvre d'une vie. Flügge Printmedien, Geesthacht 2001,  (ISBN 3-923952-11-2) .
- (de) Janine Ullrich, Zwangsarbeiter und Kriegsgefangene in Geesthacht unter Berücksichtigung von DAG Dünebeg und Krümmel 1939–1945 [« Travailleurs forcés et prisonniers de guerre à Geesthacht en tenant compte de DAG Dünebeg et Krümmel 1939–1945 »], vol. 12, Hamburg, Berlin, London, 2001 (ISBN 3-8258-5730-1).